# Ougan (mandarine)
Espèce
Ougan (prononcé ōugān) est une mandarine du district d'Ouhai - Wenzhou dans le Zejiang bénéficiant d'une indication géographique chinoise. Elle est remarquable par son gout ponctué d'amertume qui s'équilibre par une lente maturation.

## Dénomination
Citrus suavissima Yu.Tanaka (1927) est le nom d'espèce admis. Synonyme usuel: Citrus reticulata cv. Suavissima, plus rarement C. suavissima. Du latin suavissima: le plus doux.
Dans les collections INRA (SRA 680): Mandarine Ougan, Citrus suavissima Hort. ex Tan.
En chinois 瓯柑 (Ōu gān), ōugān, 甌柑 veut dire mandarine, on lit mandarine Ōu, en coréen coréen 유감 (yu gam). Le nom de la préfecture du Zhejiang en Chine 温州 (Wēnzhōu) est utilisé au Japon à Shizuoka pour désigner une mandarine tardive d'origine locale Qingdao-Wenzhou. La mandarine satsuma, Citrus unshiu s'écrit 温州蜜柑 = ウンシュウミカン = 温州みかん (Unshū mikan) car une tradition veut qu'elle a pour origine le semis pépin de mandarine chinoise venues de Wenzhou à Unshu (Nagashima, préfecture de Kagoshima). Ougan s'appelait Haihonggan sous la dynastie Song.

## Histoire
L'Ougan serait cultivée depuis plus de 1 000 ans, 2 400 ans selon certaines sources (le fruit était utilisé en hommage impérial sous les dynasties Tang et Song puis Qing), principalement près des rivières Oujiang et Lishui, la ville-préfecture de Wenzhou, dans la province du Zhejiang. Le terrain y est fertile et le climat favorable.
Cette mandarine constitue une variété d'agrume importante en Chine. La superficie cultivée est de 16 000 ha (2023).
En 1990, la mandarine Ōu est le fruit désigné des athlètes aux Jeux asiatiques de Pékin. En 2003, Wenzhou est désignée Ville natale de la mandarine Ōu en Chine. En octobre 2008 elle reçoit le label de Produit d'indication géographique référence GB/T 22442-2008 Ogan. En 2024, dans le Parc écologique de Wenzhou, zone de culture de mandarine Ōu, la zone humide de Sanyang a été sélectionnée comme Patrimoine culturel agricole du Zhejiang.

## Caractéristiques

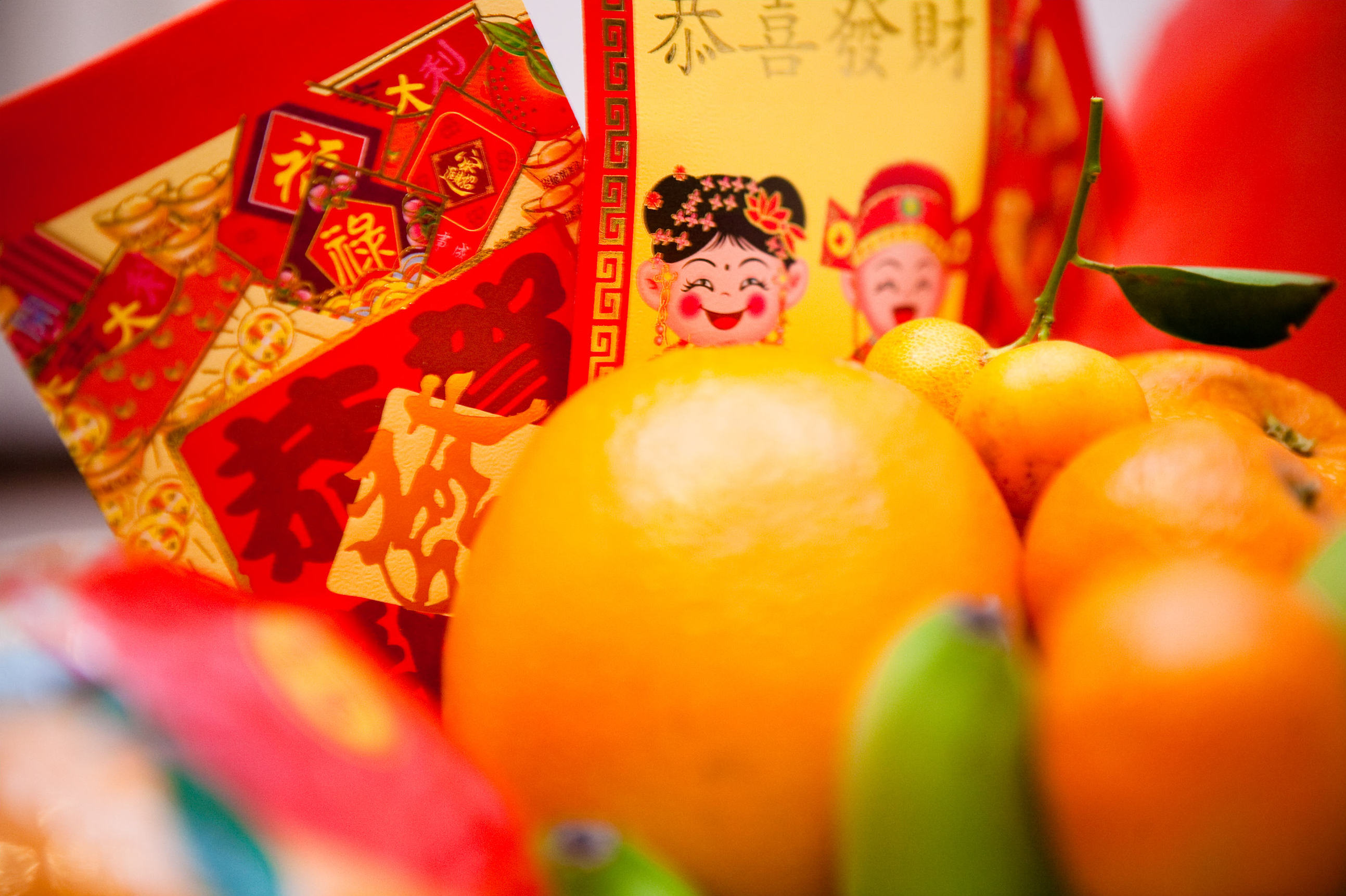
Santé et prospérité

Le fruit jaune-oranger a sa maturité en novembre. Il est aplati et a des graines. C'est une petite mandarine de 90 g, sa hauteur est 4,5 à 6 cm et son diamètre de 5 à 5,5 cm. La peau de 3,5 mm est facile à peler. La pulpe est juteuse, sucrée avec une note amère qui surprend à la première dégustation. Les empereurs Tang les trouvaient à leur gout lorsqu'elles étaient conservées jusqu'au premier mois de l'année (février ou mars), cette amélioration par maturation est exprimée par la maxime: «En regardant ces vergers d'agrumes, je sais dans mon cœur que les mandariniers fleurissent maintenant, et si je veux manger des Ougan, je dois attendre la seconde moitié de l'année». Un poète de Wenzhou a écrit : «Goûtez d'abord l'amer, puis le sucré, et vous ferez l'expérience du samadhi (accomplissement chez les bouddhistes) de votre vie». En 2010, une analyse du vieillissement montre que la teneur en sucre soluble, en sucre réducteur, en solides solubles et en protéines solubles de la pulpe augmentent dans un premier temps puis diminuent par la suite. La teneur en acide titrable baisse pendant toute la période de stockage. La capacité antioxydante croit pendant cette période. Cette longue conservation impose un traitement fongicide post-récolte.
La note amère (qualifiée localement de «très haut de gamme») provient de flavonoïdes: la néohespéridine et la naringine qui sont remarquables par l'éventail d'activités thérapeutiques et biologiques. Le développement est envisagé le marché des alicaments.

### Phylogénie
Parmi les 7 types d'agrumes classés selon l'ADN chloroplastique par Masashi Yamamoto et al. (2013), C.suavissima appartient au type 1, un des 2 plus abondants et qui compte les mandarines du Yunnan et du Guangxi. Ce type est distinct des C. tachibana et des mandarines de Kagoshima. Ils le rapprochent de C. keraji, C. oto, C. tarogayo. Une phylogénie sur la base de l'ADN polymorphe amplifié aléatoirement (2005) rapproche C. suavissima de C. poonensis: le ponkan.

### Médecine chinoise

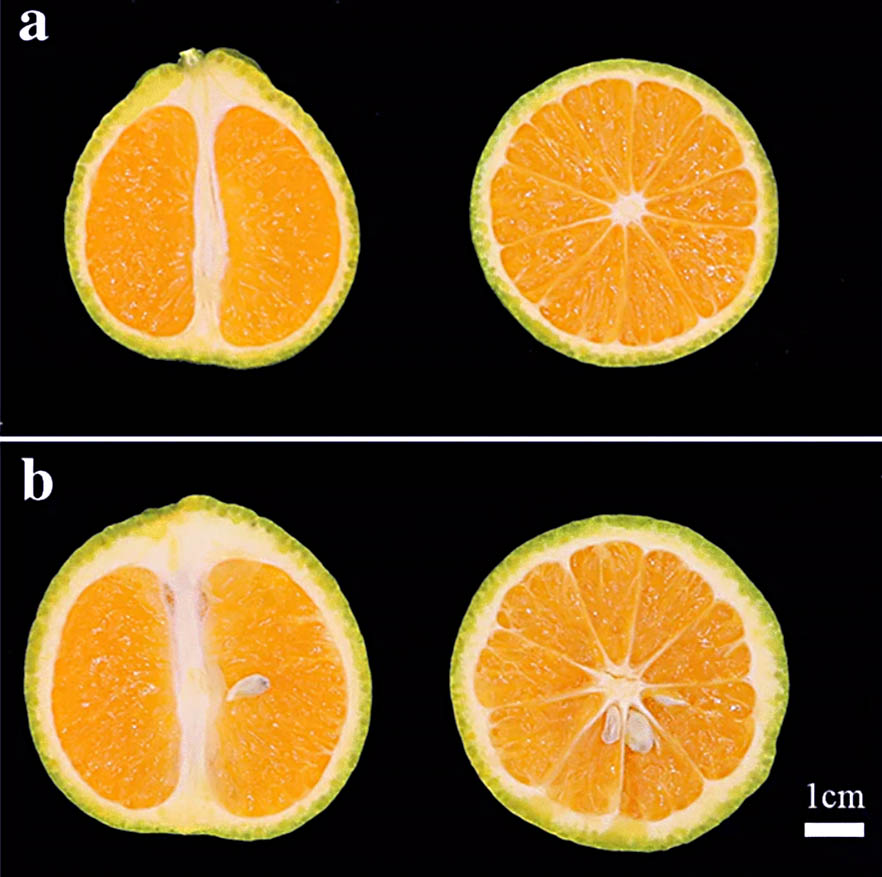
En haut (a) Wuzi ougan (asperme) et en bas ougan de semis

Les indications traditionnelles de ougan sont le «traitement de la toux, de l'hépatite, de la chaleur, de la tension artérielle, de l'urine, des ongles, des menstruations et d'autres organes». En 1988, des observations cliniques sur 37 patients hypertendus consomment 6 Ougan pelés par jour, les médicaments antihypertenseurs sont arrêtés, dans 26 cas une baisse de la tension est observée dont 13 cas avec des baisses significatives, les autres sans effet.
L'huile de graine de Ougan a une forte capacité antioxydante qui est directement corellée au niveau de polyphénols, de tocophérols et de caroténoïdes. Le flavedo est riche en glycosides de flavanone, la naringine, l'hespéridine, la néohespéridine et en flavones polyméthoxylées:  la sinensétine, la nobilétine, la tangerétine et la 5-déméthylnobilétine avec la classique activité antiproliférative des cellules cancéreuses.

### Descendance
无籽瓯柑 (Wú-zǐ ōugān) 'Wuzi ougan', Citrus suavissima Seedless, Citrus suavissima Hort. ex Tanaka 'Seedless' est une mutation de bourgeon d'un 'Ougan' sauvage découvert en 1996, elle est diffusée en raison de sa stérilité mâle.

## Anthologie

### Proverbe chinois
- 端午瓯柑胜羚羊 (Duānwǔ ōu gān shèng língyáng) Pendant le Festival des bateaux-dragons, les mandarines valent mieux que les antilopes. La mandarine Ougan se conserverait très longtemps jusqu'à 300 jours, jusqu'au Festival des bateaux-dragons de l'année suivante (cinquième jour du cinquième mois lunaire, soit fin mai ou début juin ce qui fait 240 jours). Cette période de maturation est favorable à leur saveur.